# Рошкув (Сілезьке воєводство)
Рошкув (пол. Roszków) — село в Польщі, у гміні Кшижановиці Рациборського повіту Сілезького воєводства.
Населення — 449 осіб (2011).
У 1975-1998 роках село належало до Катовицького воєводства.

## Демографія
Демографічна структура станом на 31 березня 2011 року:
|          | Загалом | Допрацездатний вік | Працездатний вік | Постпрацездатний вік |
| -------- | ------- | ------------------ | ---------------- | -------------------- |
| Чоловіки | 218     | 36                 | 148              | 34                   |
| Жінки    | 231     | 33                 | 131              | 67                   |
| Разом    | 449     | 69                 | 279              | 101                  |